# Ljusvattentjärnen (Arvidsjaurs socken, Lappland)
Ljusvattentjärnen är en sjö i Arvidsjaurs kommun i Lappland och ingår i Skellefteälvens huvudavrinningsområde.